# Ивайло Димитров (футболист, р. 1989)
Ивайло Димитров е български професионален футболист, нападател, национал на България, състезател на Локомотив (Пловдив) от януари 2022 година.

## Кратка спортна биография
Ивайло Димитров е юноша на ПФК ЦСКА (София), като преминава през всички гарнитури на тима, преди да се присъедини към първия отбор през 2008 година. Малко по-късно е преотстъпен на ПФК Спортист (Своге). Така и не се завръща в ЦСКА след напускането на тима от Своге, като играе последователно за Академик (София), ПФК Етър (Велико Търново), ПФК Добруджа (Добрич), ПФК Несебър, преди през 2015 година да се пръседини към ПФК Славия (София), където разкрива своя потенциал. За три години при "белите" изиграва над 80 мача и отбелязва 24 попадения в официални мачове.
Отличните му изяви в Славия му отваря вратите за трансфер в чужбина, като през 2018 година заминава за ФК Арарат от Армения. През 2019 година играе в тима на ФК Жетису от Казахстан. Завърща се в България през 2020 година, подписвайки с ПФК Арда (Кърджали), но е преотстъпен в Етър.
Завръща се в Славия през 2021 година като свободен агент, след като разтрогва договора си с Арда (Кърджали).
Записва два мача с екипа на Националният отбор на България.

## Отличия
ЦСКА София
- А група: 2007/08

 Купа на България (1 път) – 2017/18
Шампион на Армения(1 път) - 2018/19

## Статистика по сезони
| Сезон    | Отбор                    | Първенство | Мачове | Голове |
| -------- | ------------------------ | ---------- | ------ | ------ |
| 2007/08  | ЦСКА (София)             | А група    | 1      | 0      |
| 2009/10  | → Спортист (Своге)       | А група    | 24     | 2      |
| 2010/11  | Академик (София)         | А група    | 17     | 1      |
| 2011 пр. | Светкавица (Търговище)   |            | 1      | 0      |
| 2012     | Етър 1924                | Б група    | 9      | 1      |
| 2012/13  | Несебър                  | Б група    | 12     | 1      |
| 2013/14  | Добруджа (Добрич)        | Б група    | 26     | 7      |
| 2014/15  | Добруджа (Добрич)        | Б група    | 15     | 3      |
| 2014/15  | Славия (София)           | А група    | 4      | 1      |
| 2015/16  | Славия (София)           | А група    | 32     | 7      |
| 2016/17  | Славия (София)           | Първа лига | 24     | 9      |
| 2017/18  | Славия (София)           | Първа лига | 25     | 8      |
| 2018     | Славия (София)           | Първа лига | 5      | 3      |
| 2019/20  | Етър ВТ (Велико Търново) | Първа лига | 11     | 0      |
| 2020-    | Славия (София)           | Първа лига | 0      | 0      |